# Milford (Nebraska)
Milford é uma cidade localizada no estado americano de Nebraska, no Condado de Seward.

## Demografia
Segundo o censo americano de 2000, a sua população era de 2070 habitantes.
Em 2006, foi estimada uma população de 2049, um decréscimo de 21 (-1.0%).

## Geografia
De acordo com o United States Census Bureau, a localidade tem uma área de 1,8 km², sem área coberta por água. Milford localiza-se a aproximadamente 431 m acima do nível do mar.

## Localidades na vizinhança
O diagrama seguinte representa as localidades num raio de 20 km ao redor de Milford.